# دهستان کنویست
کنویست، دهستانی از توابع بخش مرکزی شهرستان مشهد در استان خراسان رضوی ایران است.

## جمعیت
بر اساس آخرین سرشماری جمعیت آن ۴۵۳۸ نفر (۷۰۳۱ خانوار) بوده‌است.